# N-Acetylneuraminsäuremethylester
N-Acetylneuraminsäuremethylester ist eine chemische Verbindung, die sich von der Neuraminsäure ableitet. In vielen Synthesen von Sialinsäure-Derivaten wird N-Acetylneuraminsäuremethylester als Edukt eingesetzt, da in den meisten Fällen die Carbonsäure einer Schutzgruppe bedarf.

## Gewinnung und Darstellung
N-Acetylneuraminsäuremethylester wird aus N-Acetylneuraminsäure gewonnen, indem diese in Methanol suspendiert und bei Raumtemperatur mit H+-Ionenaustauscher gerührt wird. Dabei tritt erst das Produkt in Lösung, was ein Indikator für die Vervollständigung der Reaktion ist. Nach entsprechender Wartezeit kann die Produktlösung vom Ionenaustauscher abdekantiert und das Lösungsmittel verdampft werden, wodurch das Produkt rein erhalten wird. Es handelt sich bei der Reaktion um eine Festphasen-Variante der Fischer-Veresterung.